# I the Mighty
I the Mighty ist eine 2007 in San Francisco, Kalifornien gegründete Post-Hardcore-Band, die derzeit bei Equal Vision Records unter Vertrag steht. Dort veröffentlichte die Gruppe im Jahr 2012 ihr Debütalbum Satori und ein Jahr später die EP Karma Never Sleeps. Auch das zweite Studioalbum Connector wurde über Equal Vision veröffentlicht.

## Geschichte
Die Gruppe wurde 2007 in San Francisco von Sänger Brent Walsh, Gitarrist Ian Pedigo, Bassist Chris Hinkley und Schlagzeuger Blake Dahlinger gegründet. Ein Jahr später erschien die nach der Band benannte EP über dem Eigenlabel Adamant Records, wodurch das Punk-Label Equal Vision Records auf die Gruppe aufmerksam wurde und diese 2011 unter Vertrag nahm. Eine zweite EP mit dem Namen Hearts & Spades erschien 2010 als kostenfreier Download auf Bandcamp.
2012 veröffentlichte die Band mit Karma Never Sleeps ihre dritte EP, dieses Mal über Equal Vision. Ein Jahr darauf folgte mit Satori das Debütalbum. Im April 2013 spielte die Band mehrere Konzerte mit Set It Off und For All I Am. Einen Monat vorher war die Band auf mehreren Konzerten mit Hands Like Houses zu sehen. Im Juni folgte eine Konzertreise als Opener für Say Anything.
Im April und Mai 2014 war I the Mighty mit Glass Cloud als Vorband für Architects und letlive. in den Vereinigten Staaten auf Tournee. Einen Monat später absolvierte das Quartett die komplette Warped Tour. Im September 2014 gab Sänger Brent Walsh bekannt, am 10. November 2014 sein Solo-Debütalbum über Equal Vision Records zu veröffentlichen. Am 2. Juni 2015 erschien das zweite Album der Band, dass Connector heißt, über Equal Vision Records. Am 25. Juni 2015 startete die Band mit Too Close to Touch und Hail the Sun eine Tournee, die durch die Vereinigten Staaten und Kanada führte. Diese Konzertreise endete am 12. Juli 2015 in Atlanta, Georgia.
Nachdem am 24. Juli 2020 Vorwürfe der sexuellen Belästigung gegen Sänger Brent Walsh bekannt wurden, verließ Schlagzeuger Blake Dahlinger die Gruppe und gab in seinem Statement bekannt, den „Survivors“ Glauben zu schenken. Daraufhin gaben die verbliebenen Musiker bekannt, dass Aktivitäten der Band auf unbestimmte Zeit auf Eis gelegt werden.

## Diskografie

### Alben
- 2009: We Speak (Talking House Records)
- 2013: Satori (Equal Vision Records)
- 2015: Connector (Equal Vision Records)
- 2017: Where the Mind Wants to Go / Where You Let It Go (Equal Vision Records)

### EPs
- 2008: I the Mighty (Adamant Records)
- 2010: Hearts & Spades (Gratis-Download-EP bei Bandcamp)
- 2012: Karma Never Sleeps (Equal Vision Records)